# موناستراچه
موناستراچه (به ایتالیایی: Monasterace) یک کومونه در ایتالیا است که در استان رجو کالابریا واقع شده‌است. موناستراچه ۱۵٫۷ کیلومترمربع مساحت و ۳٬۵۳۶ نفر جمعیت دارد.